# Web2print
Web2Print es la solicitud de impresiones mediante servicios web, Siendo esta una de las formas más nuevas de acercamiento de las artes gráficas a la población en general. Utilizada mayormente para publicidad y aprovechando todas las ventajas de las técnicas más modernas de impresión y diseño gráfico.

## Historia
Gracias a la impresión digital y la utilización generalizada de internet como medio para transmitir los trabajos entre clientes y proveedores, surge una nueva tecnología llamada web2print cuya principal misión es la de facilitar este intercambio de información mediante el uso de herramientas en línea, desde el navegador web. de este modo se ofrecen servicios de impresión y artes gráficas a cualquier persona que lo solicite por la web.

## Objetivo
El web2print permite el envío de ficheros a través de internet, el chequeo en línea (preflight) de los mismos) e incluso la autocomposición por parte del usuario de piezas gráficas complejas mediante el uso de asistentes en línea.
Gracias a esta tecnología se reducen tiempos y costes de producción y se automatizan los procesos de solicitud de impresos, evitando errores por intervención humana y mejorando la eficiencia y rapidez de la cadena productiva.

## Tipos
Existen básicamente 2 tipos de aplicaciones web2print, b2c y b2b. Las primeras (b2c) están dirigidas al cliente final, y permiten al usuario de a pie, diseñarse en línea sus productos gráficos, muestra de ellos son los cientos de webs que ofrecen personalización de diseños en línea de tarjetas de visita, felicitaciones, payeras y más recientemente calendarios, entre otros. El b2b, en cambio, acostumbra a utilizarse en entornos empresariales, y permite a las empresas un control exacto del uso de su marca, así como un canal óptimo, para la gestión de sus trabajos de imprenta.

## Base técnica
En su inicio fueron básicamente desarrolladas en lenguaje de programación ASP (propietario de Microsoft), aunque cada vez más se observan otras aplicaciones que utilizan tecnología PHP, Flex, etc. 
En cuanto al motor de proceso, la mayoría de aplicaciones del mercado, utilizan para el procesado de documentos la tecnología PDFlib. Aunque también tienen suma importancia las que utilizan aplicaciones como Adobe Indesign Server o Quark Server, además de las que utilizan motores propios desarrollados a medida.

## Implementación
En inicio se proporcionaban como soluciones completas para ser instaladas en casa del cliente, pero cada vez más han adaptado el modelo SAAS (software bajo demanda, o de alquiler) que aprovecha las ventajas del alojamiento en la nube(cloud hosting), reduciendo costes y haciéndolas más accesibles económicamente, y simplificando de cara al impresor, el modo de explotación, ya que este no debe preocuparse del mantenimiento de la infraestructura.
- Datos: Q936418